# Romeo e Giulietta - Ama e cambia il mondo
Romeo e Giulietta - Ama e cambia il mondo (in francese Roméo et Juliette, de la haine à l'amour) è uno spettacolo musicale francese di Gérard Presgurvic creato nel 2001 al Palazzo dei congressi di Parigi ispirato dall'opera di William Shakespeare Romeo e Giulietta.
Il musical è molto differente dall'opera originale: il testo inglese originario non è utilizzato, quasi tutti i personaggi sono a conoscenza del matrimonio «segreto» dei due innamorati, e la morte dei due protagonisti è diversa secondo il paese in cui è stato prodotto il musical. Il personaggio del Conte Montecchi è presente solo nella produzione inglese e italiana, mentre nelle altre produzioni la madre di Romeo è vedova; inoltre vi sono nuovi personaggi come La Morte (produzione francese, belga, olandese, russa, coreana, taïwanese e messicana), interpretata da una donna nello spettacolo, da un uomo nei video clip di Verona così come nei Re del Mondo, e il Poeta (produzione francese).
Lady Capuleti ha uno spessore maggiore, e rappresenta spesso la voce della ragione. Il ruolo di Tebaldo passa da un personaggio meschino a un giovane uomo che chiede pietà, essendo il suo comportamento il risultato di un'infanzia segnata dall'odio.
Lo spettacolo musicale esce in contemporanea di altre tre creazioni (Da Vinci, Les Ailes de la lumière, Les Mille et Une Vies d'Ali Baba e Les Dix Commandements), dopo il grande successo di Notre Dame de Paris l'anno precedente.
Nel luglio del 2000, la cifra di album venduti è di circa 500.000 esemplari, gli altri musical dell'epoca Les Mille et Une Vies d'Ali Baba e Les Dix Commandements vendono circa 200.000 e 700.000 album.
Nel 2010, dal 2 febbraio al 4 aprile, lo spettacolo ritorna in scena con una nuova serie di rappresentazioni al Palazzo dei Congressi di Parigi. Se Damien Sargue riprende il ruolo di Romeo, Cécilia Cara non fa più parte del cast, ed è Joy Esther, scoperta nel musical Belles Belles Belles nel 2003, che prende il ruolo di Giulietta. Questa nuova versione s'intitola: Roméo et Juliette, les enfants de Vérone (Romeo e Giulietta, i ragazzi di Verona).

## Trama

### Atto I
L'odio ancestrale esistente tra le due famiglie più potenti di Verona, i Montecchi e i Capuleti, si trasforma molto spesso in violenza tra le due parti. Non potendone più, il Principe di Verona decreta, sotto pena di morte, il divieto assoluto di tutti i combattimenti nella città tra le due fazioni (Vérone). Dall'altra parte, mentre Lady Capuleti e Lady Montecchi denunciano la violenza dei due clan (La Haine), Romeo (figlio unico dei Montecchi) e Giulietta (unica figlia dei Capuleti) sono alla ricerca del vero amore (Un Jour).
In casa Capuleti, un ballo è organizzato al fine che Giulietta possa incontrare il Conte Paride, che chiede la sua mano (La Demande en mariage, Tu dois te marier). Durante questo tempo, Romeo e i suoi due migliori amici, Benvolio e Mercuzio, camminano per le vie di Verona e cantano fortemente la loro voglia dei semplici piaceri (Les Rois du Monde, La Reine Mab). Poco dopo, Romeo confida che ha paura. Di cosa? Lui non lo sa precisamente (J'ai peur). Allora, nella speranza di distrarlo, Benvolio e Mercuzio lo persuadono ad accompagnarli, mascherati, al ballo che si tiene dai Capuleti (Le Bal). Là, dal primo sguardo che posa Giulietta su di lui, Romeo s'innamora, senza tuttavia sapere ella chi è esattamente (L'Amour heureux). Tebaldo riconosce Romeo, e ne informa i Capuleti. In quel momento Romeo e Giulietta apprendono dalla Nutrice chi sono, ovvero il figlio del loro peggior nemico (Le Bal 2). Devastato (lui ama segretamente Giulietta), Tebaldo riconosce che lui è cresciuto con odio e disprezzo (C'est pas ma faute).
Dopo il ballo, Giulietta trova rifugio nella sua camera e sogna Romeo (Le Poète), che finalmente la raggiunge, prendendo grandi rischi, nel giardino dei Capuleti. Si scambiano i loro voti d'amore, e decidono di sposarsi il più rapidamente possibile (Le Balcon). Sapendo che le loro due famiglie non saranno mai d'accordo su questa unione, Romeo va da Frate Lorenzo, e lo prega di unirli in matrimonio. Quest'ultimo accetta, sperando che questo matrimonio sancirà la riconciliazione tra le due famiglie (Par amour).
Il giorno dopo, Romeo raggiunge i suoi amici, e dice alla Nutrice, presa in giro da tutti (Les Beaux, les Laids), che Frate Lorenzo è d'accordo per celebrare il matrimonio il pomeriggio stesso. La Nutrice, che ama Giulietta come sua figlia, le annuncia la bella notizia (Et voilà qu'elle aime). Finalmente, Romeo e Giulietta diventano marito e moglie davanti a Dio (Aimer).

### Atto II
La sera stessa, Benvolio e Mercuzio incontrano Romeo e l'accusano di averli traditi (On dit dans la rue). Nelle vie di Verona, Tebaldo cerca quest'ultimo (C'est le jour). Ma, egli incontra prima Mercuzio, che lo provoca. Rifiutando di farsi insultare in pubblico, Tebaldo lo provoca a suo turno in un duello (Le Duel). Romeo, arrivato improvvisamente, s'interpone tra i due uomini, e tenta di calmarli. Tuttavia, mettendosi fra i due, Tebaldo ferisce mortalmente Mercuzio. Guidato dalla colpevolezza, la vendetta e l'innocenza della gioventù, Romeo uccide Tebaldo (Mort de Mercutio). Le due famiglie, immerse nel lutto, richiamano vendetta dal Principe (La vengeance). Alla fine, egli esilia Romeo da Verona, e riflette su ciò che rappresenta il potere (Le Pouvoir). Nella sua camera, Giulietta apprende le tristi novità dalla sua Nutrice. Ella si ritrova divisa dall'amore per suo cugino e quello che prova per il suo sposo. Dal canto suo, Romeo si rifugia da Frate Lorenzo, a cui confida che l'esilio è peggio della morte (Duo du désespoir).
Più tardi, Romeo e Giulietta passano la loro notte di nozze insieme, poi, all'alba, Romeo lascia il suo amore per andare a Mantova (Le Chant de l'alouette).
Appena suo marito parte, Giulietta apprende dai suoi genitori che sposerà il Conte Paride il giorno dopo (Demain). Malgrado tutto, rifiuta di piegarsi alla sua volontà. Deluso dal comportamento di Giulietta, il Conte Capuleti canta il suo amore profondo per sua figlia (Avoir une fille). Nella sua camera, Giulietta si domanda perché ella deve obbligatoriamente obbedire ai suoi genitori (Pourquoi). Mentre è a Mantova, Romeo brama Giulietta, quest'ultima rende visita a Frate Lorenzo. Quest'ultimo immagina un piano che, sperando, porterà una fine felice ai due innamorati e alle loro famiglie (Sans elle).
Giulietta fa finta d'accettare il matrimonio con Paride, ma, la notte precedente, beva una pozione preparata da Frate Lorenzo che le donerà l'apparenza della morte (Le Poison). Il giorno dopo, Giulietta è deposta nella cripta di famiglia, sperando di trovare Romeo vicino a lei al suo risveglio. Tristemente, il messaggio di Frate Lorenzo che informa Romeo del piano non gli arriva, e egli apprende, sul posto, la morte di Giulietta da Benvolio (Comment lui dire?).
Devastato, va nella cripta di famiglia dei Capuleti, trova quelle che sono le spoglie della sua sposa, e la Morte uccide Romeo (la Mort de Roméo). Poco dopo, Giulietta si sveglia e non può che constatare il suicidio del suo sposo. Prenderà la spada di Romeo, e la userà per uccidersi (la Mort de Juliette). Frate Lorenzo fa irruzione nella cripta, e scopre i cadaveri dei due innamorati. Non comprende perché Dio ha accettato che la storia sia terminata in questo modo, e dubita della sua fede (J'sais plus).
Finalmente, e in memoria dell'amore di Romeo Montecchi e di Giulietta Capuleti, le due famiglie, si sentono responsabili della morte dei loro figli, si riconciliano per vivere in pace (Coupables).

## Scheda tecnica
- Testi e musiche: Gérard Presgurvic
- : Gérard Presgurvic, Carolin Petit
- : Redha assistito da Isabelle Millard
- : Redha assistito da Cyrille de la Barre e Mylène Riou
- Costumi: Dominique Borg
- : Laurent Falcon
- : Bernard Pontier
- Decori: Petrika Ionesco
- Luci: Antonio de Carvalho
- Suono: Thierry Rogen, Philippe Parmentier
- Direzione artistica: Daniel Moyne
- Direzione vocale: Richard Cross assistito da Severine Parent, Patricia Jumelle e Cécile Bonardi
- Produzione: Gérard Louvin, GLEM, Universal Music

## Cast
- Romeo : Damien Sargue (Vincent Niclo) poi Vincent Niclo (Hugo)
- Giulietta : Cécilia Cara (Frédérica Sorel)
- Benvolio : Grégori Baquet (Pino Santoro)
- Mercuzio : Philippe d'Avilla (Nuno Resende)
- Tebaldo : Tom Ross (Nuno Resende)
- Lady Montecchi : Eléonore Beaulieu (Frédérica Sorel)
- Lady Capuleti : Isabelle Ferron poi Karoline Blandin (Rachel Pignot)
- La Nutrice : Réjane Perry (Rachel Pignot)
- Conte Capuleti : Sébastien Chato (Philippe Candelon)
- Conte Montecchi : non presente
- Frate Lorenzo : Jean-Claude Hadida (Arié Itah)
- Il principe di Verona : Frédéric Charter (Arié Itah)
- Pade : Essai (Philippe Candelon)
- Il poeta : Serge Le Borgne (Esteban Olives)
- La Morte : Anne Mano poi Béatrice Warrand
- La Muta : Laurence Filippi

Ballerini: Medhi Aït-Arkoub, Antonietta Campolo, Émilie Capel, Anthony Chasset, Fanny Chrétien, Stéphane Fly Corcel, Géraldine Couf, Franck Desplanches, Lionel Desruelles, Tiphanie Doucet, Bérénice Faure, Mickaël Finistère, Franck Folly, Costanza Garrone, Serge Germany, Esther Giacalone, Steeve Guimaraes, Christine Hassid, Guillaume Jauffret, Frédéric Jean-Baptiste, Cyril Journet, Rémy Lailavoix, Stéphanie Lutenbacher, Sara Magistro, Céline Marié, Lilian N'Guyen, Belinda Nusser, Esteban Olives, Sabrina Oukkal, Tommy Pascal, Jérome Piel, Julie Richer, Sabrina Secchi, Candice Thomas, Djeff Tilus, Florent Tortel, Elodie Tuquet-Barbe, Manuel Vignoulle, Thao Vilayvong, Béatrice Warrand.

## Calendario delle rappresentazioni
- Prima mondiale: 19 gennaio 2001 (Palazzo dei Congressi di Parigi)
- Primi spettacoli: dal 19/01 al 12/05/2001, dal 2 al 21/07/2001, dal 19/10 al 30/12/2001: Palazzo dei Congressi, Parigi.
- Tournée:
  - 2001: dal 19/05 al 27/06/2001: Lille, Amnéville, Bruxelles, Ginevra; dal 21/09 al 14/10/2001: Lille, Bruxelles, Strasburgo
  - 2002: dal 30/01 al 23/06/2002: Orléans, Le Mans, Caen, Rouen, Amnéville, Grenoble, Lyon, Montpellier, Marsiglia, Nizza, Bordeaux, Pau, Ginevra; dall'8/11 al 21/12/2002: Strasburgo, Nizza, Lione, Tolone, Lille, Bruxelles.

## Canzoni dello spettacolo

### I Atto
- 1 Preludio
- 2 Vérone - Il principe di Verona
- 3 La Haine - Lady Capuleti e Lady Montecchi
- 4 Un Jour - Romeo e Giulietta
- 5 La demande en mariage - Paride e conte Capuleti
- 6 Tu dois te marier - Lady Capuleti e la Nutrice
- 7 Le rois du monde - Romeo, Mercuzio e Benvolio
- 8 La folie - Mercuzio, Benvolio e Romeo
- 9 J'ai peur - Romeo
- 10 Le bal
- 11 L'amour Heureux - Romeo e Giulietta
- 12 Le bal 2
- 13 C'est pas ma faute - Tebaldo
- 14 Le Poète - Il poeta e Giulietta
- 15 Le balcon - Romeo e Giulietta
- 16 Par amour - Frate Lorenzo, Romeo e Giulietta
- 17 Les Beaux, Les Laids - La nutrice, Benvolio, Mercuzio e Romeo
- 18 Et voilà qu'elle aime - La nutrice
- 19 Aimer - Romeo e Giulietta

### II Atto
- 1 On dit dans la rue - Romeo, Mercuzio e Benvolio
- 2 C'est le jour - Tebaldo
- 3 Le Duel - Romeo, Mercuzio, Tebaldo
- 4 La mort de Mercutio - Mercuzio e Romeo
- 5 La Vengeance - Conte Capuleti, Lady Montecchi, il Principe di Verona e Romeo
- 6 Le Pouvoir - il Principe
- 7 Duo de désespoir - La nutrice e frate Lorenzo
- 8 Le chant de l'alouette - Romeo e Giulietta
- 9 Demain - Conte Capuleti, Lady Capuleti, la Nutrice e Giulietta
- 10 Avoir une fille - Conte Capuleti
- 11 Pourquoi - Giulietta
- 12 Sans elle - Romeo e Giulietta
- 13 Le Poison - Giulietta
- 14 Comment lui dire - Benvolio
- 15 Mort de Roméo - Romeo
- 16 La mort de Juliette - Giulietta
- 17 J'sais plus - Frate Lorenzo
- 18 Coupables (finale) - I Capuleti e i Montecchi
- 19 Avoir 20 ans - Tutta la Troupe

Riprese
- La Folie e Pourquoi sono cantate fino al 27 giugno 2011
- Sans elle è cantata unicamente da Romeo sulla registrazione in studio, ma da Romeo e Giulietta durante lo spettacolo
- Le riprese erano Aimer, Vérone e Les Rois du monde

## Adattamenti
Dalla prima rappresentazione che è stata svolta a Parigi il 19 gennaio 2001, il musical è stato adattato in Italia, in Canada, ad Anversa, Londra, Amsterdam, Budapest, Szeged, Mosca, Vienna, Seul, Pusan (Corea del Sud), Taipei, in molte città della Russia e in Messico. È stato tradotto nelle seguenti lingue: italiano, olandese, ungherese, russo, inglese, tedesco e spagnolo. Sono in trattativa nuovi adattamenti per la Polonia, la Spagna, Singapore, l'Australia, la Repubblica popolare Cinese, e il Giappone.
Il musical porta così diversi nomi:
- Roméo et Juliette, de la haine à l'amour - versione francese e franco-canadese
- Romeo en Julia, van Haat tot Liefde - versione belga e olandese
- Romeo and Juliet, the Musical – versione inglese
- Rómeó és Júlia – versione ungherese
- Ромео и Джульетта: от ненависти к любви (Romeo i Djoul'etta: ot nenavisti k lioubvi) – versione russa
- Romeo und Julia: das Musical – versione austriaca
- Roméo et Juliette, les enfants de Vérone – versione asiatica
- Romeo y Julieta, el musical – versione messicana
- Romeo e Giulietta, ama e cambia il mondo – versione italiana

- Romeo e Giulietta, ama e cambia il mondo, Liceo Chierici – versione studenti

### Principali differenze

#### Costumi
- Versione francese : I costumi sono ispirati al XVI secolo con un tocco di XX secolo, e sono in gran parte fatti di cuoio. I costumi dei Montecchi sono nei toni del blu, quelli dei Capuleti nei toni del rosso, i costumi dei dignitari di Verona sono marroni (Frate Lorenzo), grigio e nero (il Principe di Verona) e dorati (Paride).
- Versione franco-canadese : I costumi sono esattamente gli stessi della produzione francese, eccetto quelli di Giulietta.
- Versione belga e olandese : La maggior parte dei costumi sono gli stessi della produzione francese. Tranne quello di Lady Montecchi, Frate Lorenzo, la Nutrice, Mercuzio e i vestiti del ballo e del matrimonio di Giulietta.
- Versione inglese : I costumi della produzione inglese sono molto differenti delle produzioni precedenti. Sono un mix di differenti stili: Rinascimento, epoca vittoriana, elisabettiana e XX secolo. I costumi dei Capuleti sono blu scuro e bianco, mentre quelli dei Montecchi sono rosso scuro e neri.
- Versione ungherese : I costumi di questa produzione sono ancora più differenti. Alcuni sono molto ispirati al film Moulin Rouge, alcuni hanno uno stile medievale mentre altri sono molto futuristi (soprattutto il costume di Benvolio).
- Versione russa : Numerosi costumi sono un mix della produzione francese e belga. Altri sono creazioni originali (specie quello della Morte).
- Versione austriaca : Dominique Borg (la creatrice dei costumi originali) è andata in una direzione più futurista per la creazione dei costumi di questa produzione. Sono più modellabili... ma conservano sempre una nota medievale.
- Versione asiatica : I costumi sono molto ispirati al film Moulin Rouge. I ragazzi Montecchi portano un trench. Gli altri costumi sono molto simili a quelli della produzione ungherese.
- Versione italiana: i costumi prendono ispirazione da quelli dell'edizione francese, ma tradotti in una versione molto più vicina alla moda rinascimentale: compaiono gorgiere, pantaloni attillati come calzamaglie, giacche corte e camicie dalle maniche a sbuffo. La maggiore licenza poetica è l'uso di gonnelloni per i personaggi maschili di potere, come il Conte Capuleti e il Principe Escalus, presentato addirittura a torso nudo. In particolare i colori richiamano l'edizione francese: blu e bianco per i Montecchi, rosso e dorato per i Capuleti, nero e giallo (di ispirazione allo stemma della città di Verona) per il principe Escalus e le sue guardie, beige e oro per Frate Lorenzo e i frati, verde per Paride. È curioso che, se Romeo veste i colori della sua casa, Giulietta è sempre presentata in abito bianco, come una figura più "neutrale" nella lotta delle due famiglie. I colori delle "fazioni" sono ripresi addirittura nelle acconciature: lady Capuleti ha i capelli completamente tinti di un rosso acceso, lady Montecchi delle trecce con stoffa blu, il principe Escalus un ciuffo dorato. Rimangono ancora elementi in cuoio (specie per i Capuleti) mentre sugli abiti di stoffa compaiono stampe a tema religioso (la giacca di Romeo presenta il volto della Vergine e di un crocefisso). Per i costumi della festa si è scelto di utilizzare maschere di animali con colori molto accesi; il corpo di ballo è diviso in coppie che condividono lo stesso animale.

#### La morte di Romeo e Giulietta
- Versione francese : Nella produzione francese, dopo che Romeo ha cantato La morte di Romeo, il personaggio della Morte lo uccide baciandolo. Quando Giulietta si risveglia e lo trova morto, canta la Morte di Giulietta poi si pugnala con la spada di Romeo, che le ha donato La Morte.
- Versione franco-canadese : Dopo aver cantato La morte di Romeo, quest'ultimo beve la pozione e cade, morto, al fianco di Giulietta. Quest'ultima si sveglia e lo trova morto. Lei canta La morte di Giulietta con la testa di Romeo sulle sue ginocchia poi si uccide con la spada di Romeo.
- Versione inglese : Romeo e Giulietta si uccidono tutti e due con la spada di Romeo.
- Versione ungherese : Romeo si impicca nella tomba dei Capuleti. Giulietta si uccide tagliandosi le vene con il pugnale di Romeo.
- Versione russa : Visto che il ruolo della Morte è recitato da un uomo, lui non bacia Romeo ma aspira tutta la sua linfa vitale. Giulietta si uccide con la spada di Romeo.
- Versioni austriaca, asiatica e italiana : Romeo beve una fiala della pozione. E, come nell'opera, Giulietta si sveglia quando Romeo muore. Si uccide con la spada di Romeo.

### Le produzioni

#### Roméo et Juliette, de la Haine à l'Amour- versione franco-canadese (18 giugno 2002 - 21 settembre 2002)

##### Scheda tecnica
- Testi e musiche: Gérard Presgurvic
- Arrangiamento musicale: Gérard Presgurvic, Carolin Petit
- : Jean Grand-Maître
- Coreografie: Jean Grand-Maître
- Consulente: Redha
- Assistente alla coreografia: Jean-Jacques Pillet
- Assistente alla regia: Julie Beauséjour
- Coreografia dei duelli: Jean-François Gagnon
- Costumi: Dominique Borg
- : Gérald Imbert
- : Sylvie Rolland
- Decori: Olivier Landreville
- Accessori: Patricia Ruel
- Luci: Yves Ancoin
- Suono: Yves Savoie
- Direzione vocale: Linda Mailho
- Produzione: Charles F. Joron, Libretto

##### Distribuzione
- Romeo: Hugo (David LeBlanc)
- Giulietta: Ariane Gauthier (Myriam Brousseau)
- Benvolio: Matt Laurent (Tommy Demers)
- Mercuzio: Joël Lemay (Martin Moerman)
- Tebaldo: Dany Vachon (Martin Moerman)
- Lady Montecchi: Josée d'Orléans (Katee Julien)
- Lady Capuleti: Corinne Zarzour (Katee Julien)
- La Nutrice: Marie Denise Pelletier (Katee Julien)
- Conte Capuleti: François Godin (Paul Bisson)
- Conte Montecchi: n'apparaît pas dans cette production
- Frate Lorenzo: Richard Groulx (Paul Bisson)
- : Manuel Tadros (Paul Bisson)
- Paride: David LeBlanc (Tommy Demers)
- : Karim Anqouch, Lydia Bouchard, Michael Bridge-Dickson, David Bushman, Kahlil Calder, Liza Kovacs, Mijanou Lalonde, Benoît Leduc, Nicholas Peel, Luciane Pinto, Anne Plamondon, Peter Trosztmer, Elise Vanderborght, Nadine Vernon

##### Calendario delle rappresentazioni
- 18-30/06/02 Théâtre Saint-Denis, Montréal
- 05-21/07/02 Grand Théâtre, Québec
- 25/07-04/08/02 Théâtre Saint-Denis, Montréal
- 08-15/08/02 Centre National des Arts, Ottawa
- 21/08-07/09/02 Théâtre Saint-Denis, Montréal
- 17-21/09/02 Théâtre Municipal de la Baie, Saguenay

##### Canzoni dello spettacolo
I Atto
1. 1 Preludio
2. 2 Vérone - Il principe di Verona
3. 3 La Haine - Lady Capuleti e Lady Montecchi
4. 4 Un Jour - Romeo e Giulietta
5. 5 La demande en mariage - Paride e conte Capuleti
6. 6 Tu dois te marier - Lady Capuleti e la Nutrice
7. 7 Le rois du monde - Romeo, Mercuzio e Benvolio
8. 8 La folie - Mercuzio, Benvolio e Romeo
9. 9 J'ai peur - Romeo
10. 10 Le bal
11. 11 L'amour Heureux - Romeo e Giulietta
12. 12 Le bal 2
13. 13 C'est pas ma faute - Tebaldo
14. 14 Le balcon - Romeo e Giulietta
15. 15 Par amour - Frate Lorenzo, Romeo e Giulietta
16. 16 Les Beaux, Les Laids - La nutrice, Benvolio, Mercuzio e Romeo
17. 17 Et voilà qu'elle aime - La nutrice
18. 18 Aimer - Romeo e Giulietta

II Atto
- 1 On dit dans la rue - Romeo, Mercuzio e Benvolio
- 2 C'est le jour - Tebaldo
- 3 Le Duel - Romeo, Mercuzio, Tebaldo
- 4 La mort de Mercutio - Mercuzio e Romeo
- 5 La Vengeance - Conte Capuleti, Lady Montecchi, il Principe di Verona e Romeo
- 7 Duo de désespoir - La nutrice e frate Lorenzo
- 8 Le chant de l'alouette - Romeo e Giulietta
- 9 Demain - Conte Capuleti, Lady Capuleti, la Nutrice e Giulietta
- 10 Avoir une fille - Conte Capuleti
- 12 Sans elle - Romeo e Giulietta
- 13 Le Poison - Giulietta
- 14 Comment lui dire - Benvolio
- 15 Mort de Roméo - Romeo
- 16 La mort de Juliette - Giulietta
- 17 J'sais plus - Frate Lorenzo
- 18 Coupables (finale) - I Capuleti e i Montecchi
- Presentazione degli attori

Bonus: Aimer - Les Rois du Monde

## Cast italiano
Cast ufficiale:
- Giulietta: Giulia Luzi (sempre) / Alessandra Ferrari (2015)
- Romeo: Davide Merlini (2013 -2014 - 2015 - 2018) / Federico Marignetti (2015 - 2016) / Renato Crudo (2018)
- Mercuzio: Luca Giacomelli Ferrarini (sempre)
- Tebaldo: Gianluca Merolli (sempre)
- Benvolio: Riccardo Maccaferri (2013 - 2014 - 2015 - 2016 - 2018) / Renato Crudo (2018)
- Lady Montecchi: Roberta Faccani  (2013 - 2014 - 2015 - 2016 - 2018) / Valentina Ferrari (2018)
- Lady Capuleti: Barbara Cola (sempre)
- Nutrice: Silvia Querci (sempre)
- Padre Capuleti: Vittorio Matteucci (2013 - 2014 - 2015) / Luca Maggiore (2015 - 2016) / Graziano Galatone (2018)
- Principe: Leonardo di Minno (sempre)
- Frate Lorenzo: Giò Tortelli (2013 - 2014 - 2015 - 2016) / Emiliano Geppetti (2018)
- Paride: Niccolò Noto (2013) / Antonio Barone (2014) / Denny Lodi (2015 - 2016) / Gabriele Beddoni (2016) / Alessio La Padula (2018)

## Canzoni  (versione italiana di Vincenzo Incenzo)

### I Atto
- 1 Preludio
- 2 Verona (Principe Escalus di Verona)
- 3 Io tremo (Romeo)
- 4 L'odio (Lady Capuleti e Lady Montecchi)
- 5 La domanda di matrimonio (Nutrice, Paride e Conte Capuleti)
- 6 Quando (Romeo e Giulietta)
- 7 Il giorno del sì (Lady Capuleti)
- 8 I re del mondo (Romeo, Benvolio e Mercuzio)
- 9 La Regina Mab (Mercuzio)
- 10 Il ballo
- 11 La felicità dell'amore (Romeo e Giulietta)
- 12 Chi son io? (Tebaldo)
- 13 Il balcone (Romeo e Giulietta)
- 14 Quando (Ripresa) (Romeo e Giulietta)
- 15 Quale amore (Frate Lorenzo, Romeo e Giulietta)
- 16 Oggi o mai (Tebaldo)
- 17 Belli e brutti (Nutrice, Romeo, Mercuzio e Benvolio)
- 18 S'innamora già (Nutrice)
- 19 Ama e cambia il mondo (Romeo e Giulietta)

### II Atto
- 1 Cos'hai fatto! (Mercuzio, Benvolio)
- 2 Il potere (Principe Escalus di Verona)
- 3 Non ho colpa (Tebaldo)
- 4 La follia - Il duello (Romeo, Mercuzio, Tebaldo)
- 5 Morte di Mercuzio (Mercuzio e Romeo)
- 6 Chi pagherà? (Conte Capuleti, Lady Montecchi, il Principe di Verona e Romeo)
- 7 Se non ho più Romeo (Lady Montecchi, Giulietta)
- 8 Dio (Frate Lorenzo, Nutrice)
- 9 Il canto dell'allodola (Romeo e Giulietta)
- 10 Vedrai (Conte Capuleti, Lady Giulietta, Giulietta, Nutrice)
- 11 Avere te (Conte Capuleti)
- 12 Mio Dio pietà (Giulietta e Romeo)
- 13 Il veleno (Giulietta)
- 14 Verona (Ripresa) (Principe Escalus di Verona)
- 15 Con che pietà (Benvolio)
- 16 Non so più (Frate Lorenzo)
- 17 Morte di Romeo e Giulietta (Romeo e Giulietta)
- 18 Colpa nostra (Tutti tranne Romeo, Giulietta, Mercuzio, Tebaldo e Paride)
- 19Bis  La gioventù e I re del mondo (tutti gli interpreti)